# And Love Goes On
And Love Goes On is een single van de Amerikaanse R & B-band Earth, Wind & Fire die in januari 1981 werd uitgebracht door ARC/Columbia Records. De single bereikte nummer 15 in zowel de Amerikaanse Billboard Hot R&B Singles, nr. 25 in de Nederlandse Single Top 100, nr. 26 in de Belgische Ultratop 50 Singles en nr. 15 de Blues & Soul Top Britse Soul Singles-hitlijsten.

## Hitnotering
| Nummer | 31 | 27 | 25 | 39 | 42 | uit |

| Nummer | 40 | 26 | 26 | 32 | 32 | 40 | uit |